# Чичкин, Андрей Григорьевич
Андре́й Григо́рьевич Чи́чкин (род. 12 октября 1977, Краснодар, СССР) — российский футболист, вратарь.

## Карьера

### Клубная
Воспитанник краснодарской спортивной школы «Кубань» и краснодарской ДЮСШОР № 5. Первые тренеры — А. Чугунов, В. Корецкий и С. Григорьев.
После окончания школы с 1993 по 1995 годы выступал за краснодарский «Колос», сыграв в основном составе команды только два матча в 1995 году в Первой лиге России.
В 1996 году перешёл в футбольный клуб «Ротор» из Волгограда, в котором первые два года выступал только за дублирующий состав. 25 апреля 1998 года Чичкин дебютировал в чемпионате России — в Москве «Ротор» встречался с «Локомотивом». Дебют получился удачным: не пропустив ни одного гола, Чичкин помог своей команде победить со счётом 1:0. Но после того, как выздоровел основной вратарь волгоградской команды Платон Захарчук, Чичкин долгое время оставался в запасе.
В начале второго круга чемпионата 1998 года в игре 16-го тура «Ротор» проигрывал в Ярославле «Шиннику» 0:2 уже после 9-й минуты матча, Захарчук тут же был заменён Чичкиным, который провёл до конца чемпионата все остальные игры в основном составе. Сыграв в своём дебютном сезоне 15 игр и пропустив 15 голов, Чичкин заслужил первое место среди молодых игроков чемпионата по оценкам газеты «Спорт-Экспресс».
В 1998 году дважды сыграл в Кубке УЕФА, «Ротор» тогда уступил югославской «Црвене Звезде» (1:2, 1:2).
В «Роторе» Чичкин выступал до 2002 года. Ко времени окончания контракта с «Ротором» в конце 2002 года вратарь пожелал выступать за другую команду. На игрока претендовали московский «Спартак» и самарские «Крылья Советов». Чичкин выбрал продолжение карьеры в самарском клубе с надеждами на завоевание медалей чемпионата России и попадание в состав сборной России. Сезон 2003 года в Самаре получился не очень удачным, Чичкин пропустил 19 голов в 19 играх, а «Крылья Советов» рано выбыли из борьбы за медали чемпионата и в итоге завершили его только на девятом месте. В 2004 году вратарь вернулся обратно в «Ротор», но команда, в 90-е годы находившаяся среди лидеров российского футбола, вылетела из Премьер-лиги.
Чичкин перешёл в футбольный клуб «Ростов», в котором провёл два года. В межсезонье 2006/07 он пополнил состав новичка Премьер-лиги клуба «Химки», где до середины марта 2009 года являлся вторым вратарём после Романа Березовского. В марте 2009 года перешёл в клуб «Луч-Энергия». В феврале 2010 года вернулся в «Ротор». В августе 2011 года подписал контракт с липецким «Металлургом», после чего выступал за «Север».
В Премьер-лиге сыграл 187 матчей, пропустил 260 голов.

### В сборной
За сборную России сыграл единственный официальный матч 18 ноября 1998 года против Бразилии, который россияне проиграли 1:5 — на 70-й минуте пропустил гол от Марсио Аморозо. За олимпийскую сборную России сыграл 9 матчей, пропустил 9 голов.

## Достижения
- Серебряный призёр чемпионата России: 1997.
- Бронзовый призёр чемпионата России: 1996.
- Первое место среди молодых игроков (до 22 лет) по оценкам «Спорт-Экспресс»: 1998 (средний балл 6,10)